# Magellanspecht
Der Magellanspecht (Campephilus magellanicus) ist eine große, auffallend gefärbte Spechtart der Gattung Campephilus innerhalb der Familie der Spechte (Picidae). Nachdem der Elfenbeinspecht und der Kaiserspecht höchstwahrscheinlich als ausgestorben zu betrachten sind, ist der Magellanspecht der größte Vertreter der Gattung, die größte Spechtart Südamerikas und auch weltweit einer der größten Spechte.
Der Magellanspecht bewohnt die feucht-gemäßigten Waldgebiete des südlichen Chiles und der östlich daran angrenzenden argentinischen Gebiete südwärts bis Feuerland. Die meist in Familiengruppen von zwei bis vier Individuen lebenden Spechte sind Standvögel. Sie ernähren sich vornehmlich von Larven holzbewohnender Insekten, insbesondere Käfern, die sie durch Stochern und Ablösen von Rindenstücken erbeuten oder deren Gänge sie freihacken. Der Gattungsname Campephilus geht auf diese Ernährungsweise ein (gr. κάμπια + φιλóσ = Raupenfreund), das Artepitheton bezieht sich auf Magellan beziehungsweise auf die Gegend nahe der Magellanstraße, aus der das Typusexemplar stammt.
Die monotypische Art gilt insgesamt als nicht gefährdet (LC = Least concern), obwohl der Bestand in den letzten Jahrzehnten vor allem im Bereich der nördlichen, chilenischen Verbreitungsgrenze teilweise erloschen ist, zumindest aber inselartig ausgedünnt.

## Aussehen
Der große, in der Färbung des Körpergefieders überwiegend schwarze Specht ist in seinem Lebensraum unverwechselbar. Auch die Geschlechter sind durch den leuchtend roten Kopf des Männchens sowie den weitgehend schwarzen des Weibchens sehr gut zu unterscheiden.
Der mit einer maximalen Körperlänge von 38 Zentimetern dohlengroße Magellanspecht ist wesentlich kleiner als der heimische Schwarzspecht, aber auf Grund seines robusten Körperbaus mit bis zu 363 Gramm etwa gleich schwer. Weibchen sind geringfügig kleiner und 10–20 % leichter als Männchen, sie unterscheiden sich von diesen auch durch die meist etwas geringere Schnabellänge.

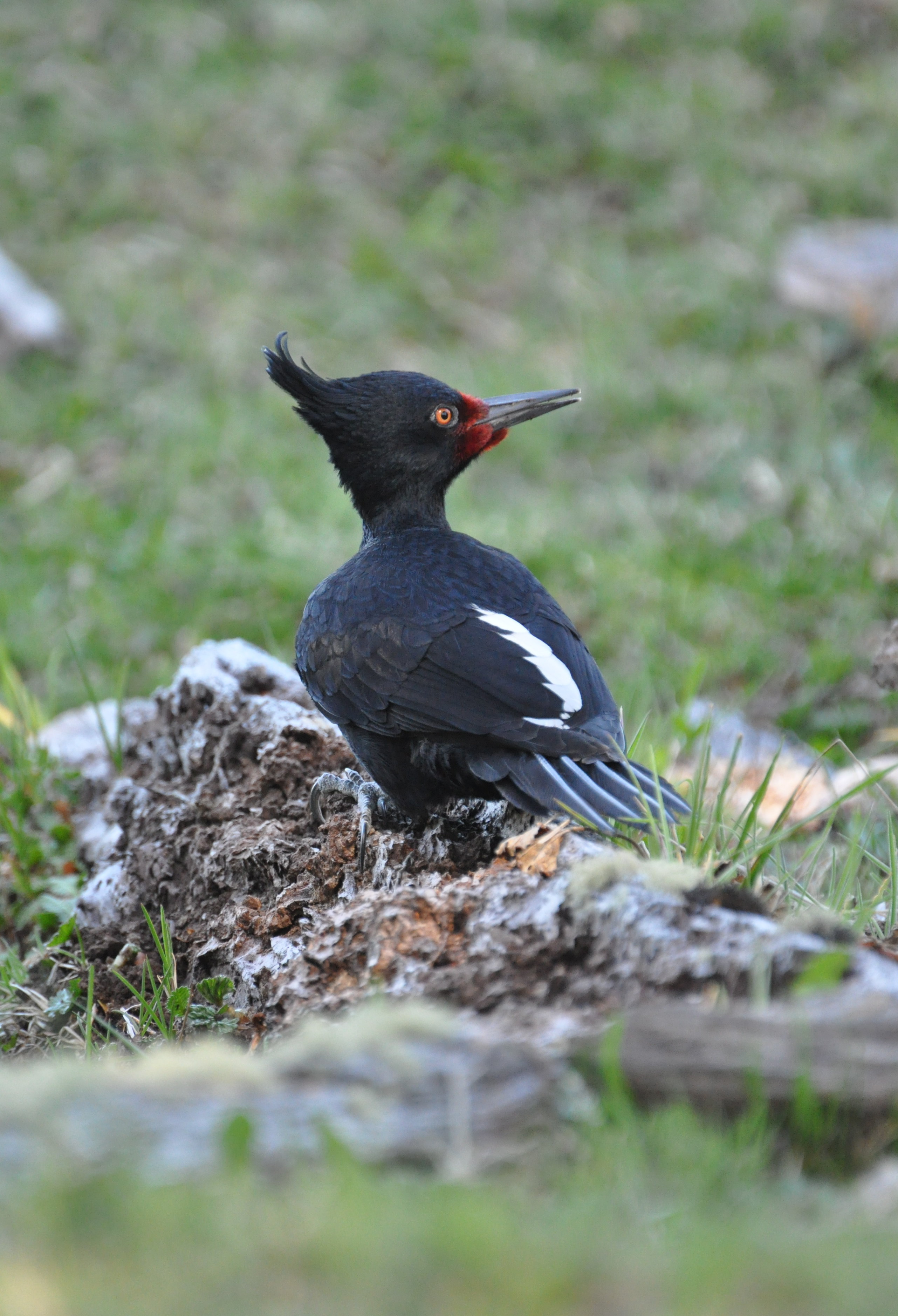
Weiblicher Maggellanspecht

Das Rumpfgefieder ist bei beiden Geschlechtern glänzend schwarz oder schwarz-dunkelbraun, bräunlicher an den Flanken und im unteren Bauchbereich. Die Innenfahnen der Handschwingen und die der Schirmfedern sind weiß und bilden beim sitzenden Vogel einen weißen Streifen oder ein längliches, weißes Dreiecksfeld. Die Schäfte der Oberschwanzdecken sowie der obere Abschnitt der zentralen Schwanzfedern sind meist hell, oft fast weiß. Häufig sind Weißzeichnungen im Bereich des Daumenfittichs, seltener sind die Enden einiger Handschwingen weiß getropft. Der an der Basis breite, meißelförmig zulaufende Schnabel ist dunkel- oder blaugrau. Dunkelgrau sind auch unbefiederten Bereiche der Beine und die vier Zehen gefärbt. Die Iris der Augen ist gelb, umrandet von einem etwas dunkleren, goldfarbenen Augenring.
Die Kopffärbung unterscheidet sich zwischen Männchen und Weibchen deutlich. Kopf sowie oberer Hals- und Nackenbereich sind bei männlichen Magellanspechten leuchtend rot. Die Wangen sind unterschiedlich stark mit schwarzen Federn durchsetzt. Der für viele Spechtarten typische Hinterhauptschopf läuft bei dieser Art in einer nach vorne geneigten stimmungsabhängig aufrichtbaren Federlocke aus. Bei Weibchen sind die Rotanteile auf kleine Bereiche um den oberen und unteren Schnabelansatz reduziert. Die bei ihnen schwarze Federlocke des Hinterhauptschopfes ist häufig länger und markanter nach vorne eingerollt als jene der Männchen.
Die Gefiederfärbung der Jungvögel ähnelt der ausgefärbter Weibchen, ist jedoch brauner und weniger glänzend. Juvenile Männchen zeigen schon im ersten Jugendgefieder vereinzelte rote Federn, vor allem unterhalb des Schnabelansatzes und an den Wangen. Die weißen Innenfahnen der Schirmfedern und der Handschwingen sind schwarz getropft, wodurch beim sitzenden Vogel eine unregelmäßige schwarze Zeichnung gelegentlich auch Bänderung entsteht. Dieses Merkmal bleibt bis zum Wechsel ins Adultkleid zum Ende des ersten Lebensjahres erhalten und ist auch auf größere Entfernung eine gute Bestimmungshilfe.

## Lautäußerungen
Magellanspechte verfügen über ein umfangreiches Repertoire an Rufen und Instrumentallauten; als sozial lebende Art sind sie während des gesamten Jahres akustisch präsent, in der Vorbrutzeit jedoch am auffälligsten. Häufigster, im wahrscheinlich territorialem und agonistischem Kontext geäußerter Ruf ist ein explosives, manchmal etwas nasales, zweisilbiges Pi-jeeh (Stimmbeispiel). Daneben sind häherartig-kreischende Laute und sanft zirpende Rufe zu hören (Stimmbeispiel: Klopfen und Zirpen). Das Trommeln ist ein für die Gattung Campephilus typischer Doppelschlag (Beispiel).

## Verbreitung und Lebensraum

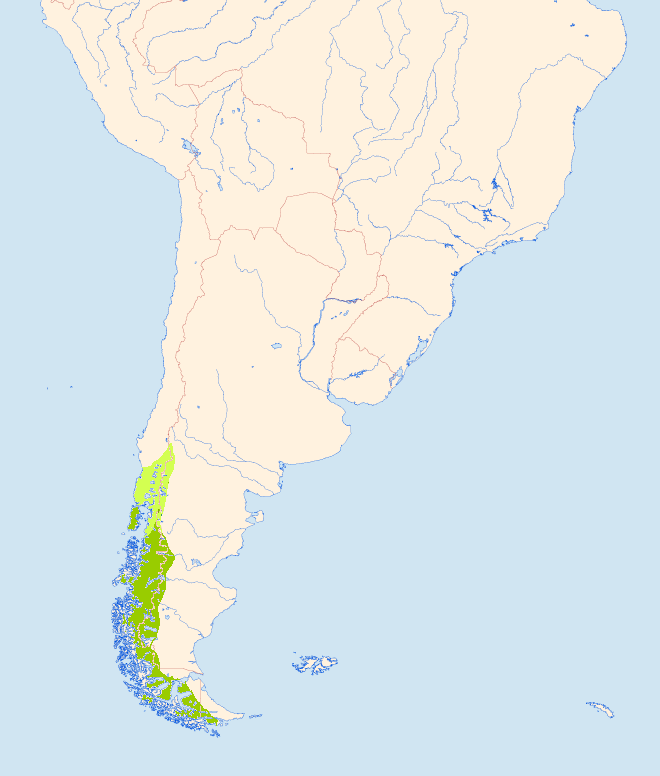
Verbreitungsgebiet des Magellanspechts
grün: Hauptverbreitungsgebiete
gelbgrün: erloschene oder seltene Brutvorkommen

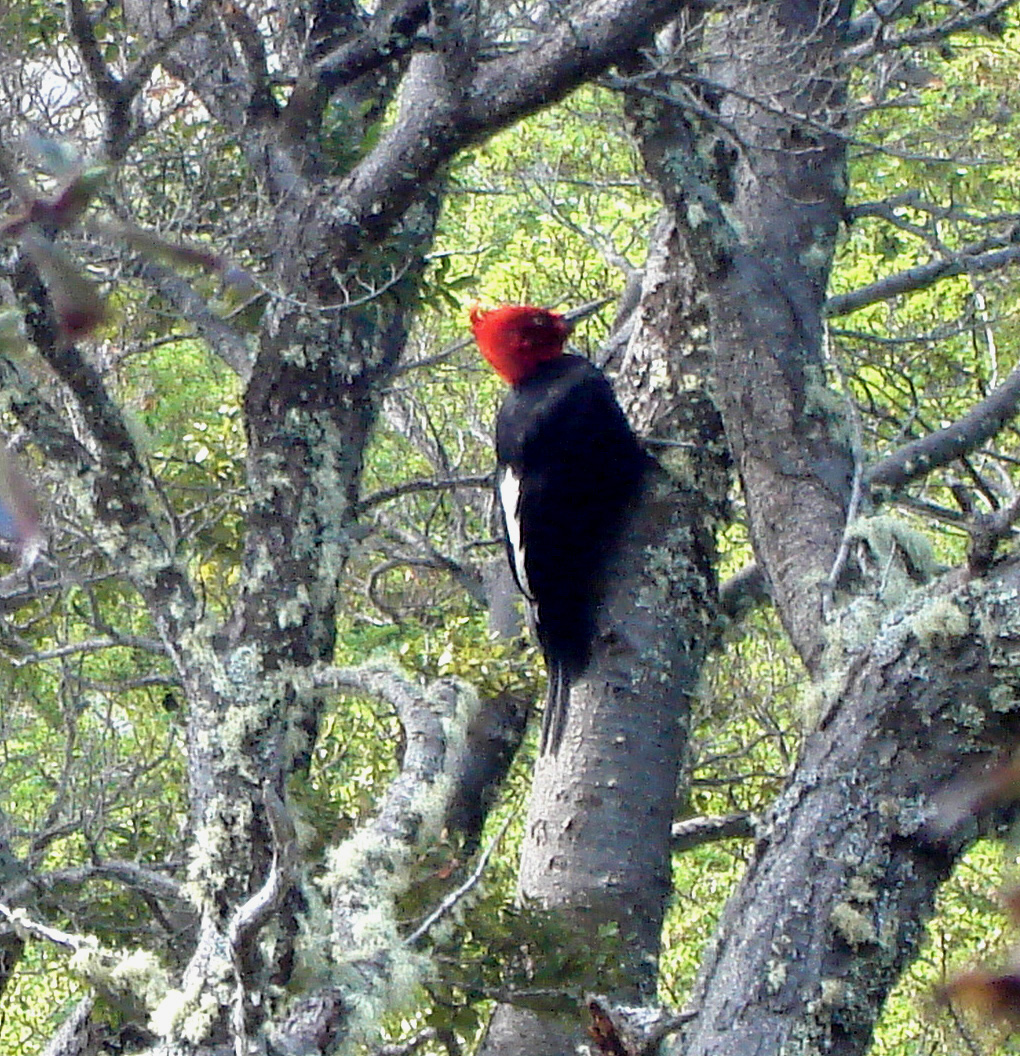
Magellanspecht in natürlichem Habitat

Die nördlichsten Brutgebiete der Art liegen derzeit in Chile im südlichen Bereich der Región del Maule und in Argentinien im Südwesten der Provinz Neuquén. Die Vorkommen in diesen Bereichen sind stark ausgedünnt und weitgehend auf geschützte Landschaftsteile beschränkt. Nach Süden erstreckt sich das Verbreitungsgebiet bis zum Kap Hoorn. Westlich davon sind die meisten der Küste vorgelagerten Inseln besiedelt, In diesen Bereichen kommt die Art vom Meeresniveau bis in Höhen von 2000 Metern vor.

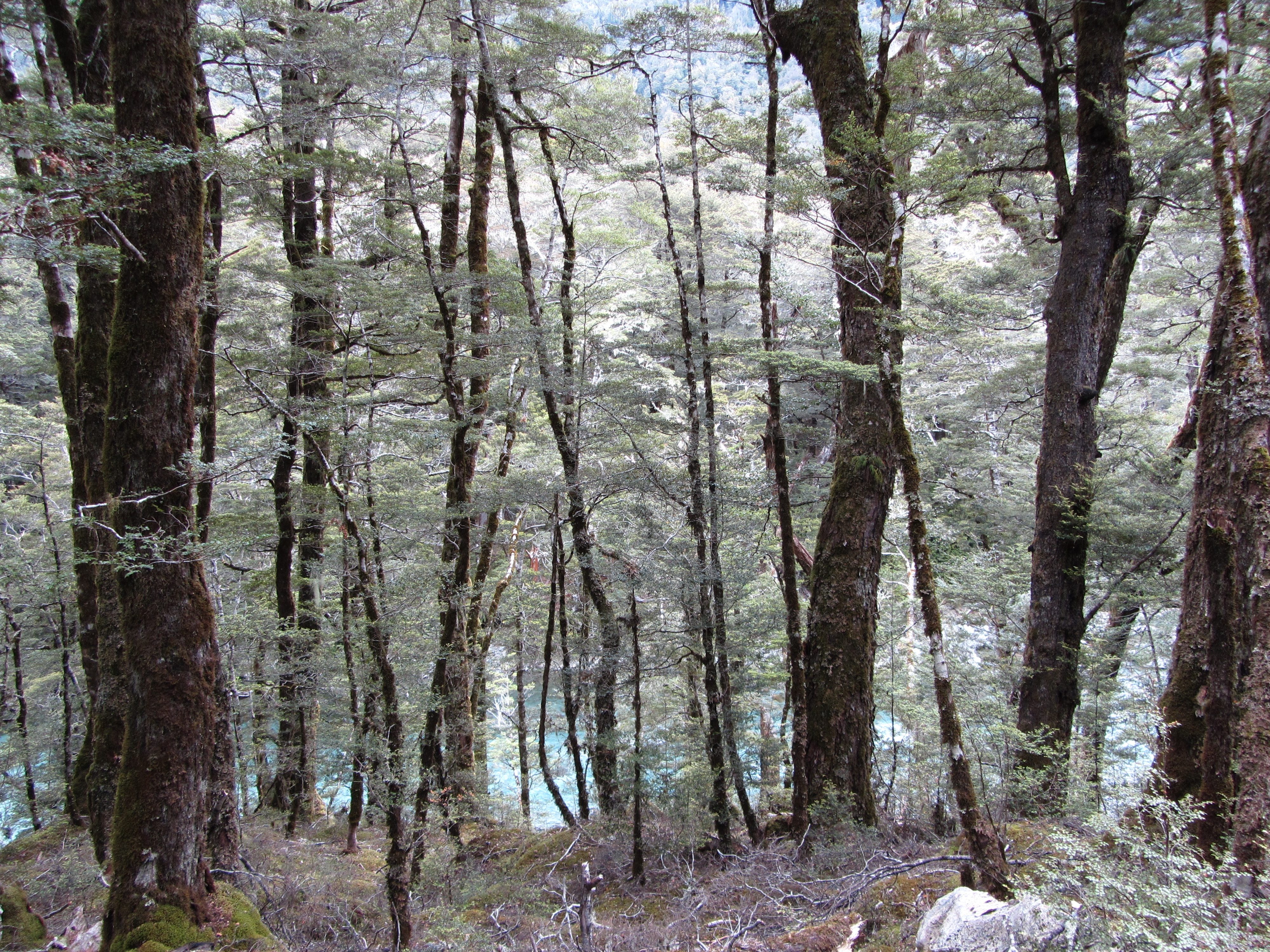
Scheinbuchenwälder (Nothofagus sp.) sind der typische Lebensraum des Magellanspechtes

Der Magellanspecht ist eine typische Spezies der feucht-gemäßigten südlichen Nothofagus-Wälder, besiedelt teilweise aber auch Sekundärwälder und offene Waldlandschaften.
Der Raumbedarf der während des gesamten Jahres territorialen Art ist groß. Durchschnittliche Reviergrößen liegen bei 100 Hektar. Das Revier wird von allen Familienmitgliedern gegenüber Artgenossen verteidigt; andere Spechtarten, insbesondere der Strichelkopfspecht, werden jedoch im Revier geduldet. Magellanspechte sind Standvögel; auch über vertikale Wanderungen ist nichts bekannt.

## Nahrung und Nahrungserwerb
Magellanspechte ernähren sich überwiegend von Larven holzbewohnender Insekten, insbesondere von Käferlarven. Sie fressen auch Schmetterlingsraupen, Imagines von verschiedenen Insektenarten, Spinnen, nehmen Vogelnester aus und erbeuten gelegentlich kleine Reptilien und Säugetiere. Auch Baumsäfte und Früchte gehören in das Nahrungsrepertoire. Eine umfangreiche quantitative Analyse ergab einen Käferlarvenanteil von über 65 % bei männlichen und fast 49 % bei weiblichen Spechten.
Die Nahrung wird in allen Stamm- und Astbereichen toter oder lebender Bäume, auf liegendem Totholz und auf dem Boden gesucht. Dies geschieht mehr durch Ablesen von der Stammoberfläche, Bohren und Stochern als durch tiefgreifende Hackarbeit, zu der diese Spechtart jedoch ebenso fähig ist. Häufig löst die Art großflächig Rinde von geschädigten Bäumen. Die Spechte hängen auch kopfüber an der Unterseite von Ästen, um an Beutetiere zu gelangen. Männchen suchen ihre Nahrung häufiger im Stammbereich und auf starken Ästen, während Weibchen den Kronenbereich und schwächere Äste bevorzugen. Autochthone Baumarten werden deutlich bevorzugt, doch suchen Magellanspechte auch eingeführte Birken und Kiefern auf und gewinnen dort vor allem Baumsäfte. Auch die Dammbauten des eingeführten und sich massiv verbreitenden Bibers hat der Magellanspecht in seine Suchstrategie integriert. Während der Nahrungssuche bleibt die Familiengruppe nahe beisammen, Jungvögel folgen oft unmittelbar den Eltern.

## Verhalten
Wie alle Spechte ist der Magellanspecht tagaktiv. Er verbringt weitgehend den gesamten Tag von Sonnenaufgang bis Sonnenuntergang mit Nahrungssuche. Dazwischen liegen kurze Ruhe- und Putzperioden um die Mittagszeit. Die Spechte leben meist in Familiengruppen, die aus den Altvögeln und einem oder mehreren Jungen aus den vergangenen Bruten besteht. Die Gruppe bleibt bei der Nahrungssuche in ständigem leisen Lautkontakt, häufig wird die Anwesenheit durch leises Klopfen signalisiert. Die Nacht verbringen die Spechte immer in Schlafhöhlen. Wenn sehr geräumige Höhlen zur Verfügung stehen, nutzen alle Mitglieder einer Gruppe dabei dieselbe Höhle. Auch bei sehr schlechtem Wetter suchen die Spechte in Schlafhöhlen Schutz.
Magellanspechte sind während des gesamten Jahres territorial. Gegenüber Artgenossen verteidigt die gesamte Gruppe mit Rufen, Drohgebärden und im Ausnahmefall auch mit Angriffsflügen das Revier. Höhlenkonkurrenten vertreibt die Art nach Möglichkeit vom unmittelbaren Höhlenbereich. Gegenüber Feinden, vor allem Flugfeinden wie dem Weißkehlbussard, dem Rotrückenbussard oder dem Chilesperber, verhalten sich Magellanspechte situationsbedingt unterschiedlich: Entweder sie verbleiben eng an den Stamm gedrückt reglos und still oder sie versuchen den Greifvogel zu vertreiben.

## Brutbiologie
Die Brutbiologie der Art ist noch nicht ausreichend erforscht, sodass manche Angaben dazu fehlen oder zum Teil widersprüchlich sind.
In welchem Alter Magellanspechte durchschnittlich erstmals brüten, ist nicht bekannt. Da Jungvögel zumindest ein Jahr im Familienverband verbleiben, sind Magellanspechte bei ihrer ersten Brut wenigsten zwei Jahre alt, meist aber älter. Soweit bekannt führen sie eine monogame, meist langjährige Partnerschaft. Die Partner verbleiben auch außerhalb der Brutzeit im Revier und verteidigen dieses. Im Gegensatz zu allen anderen Spechtarten scheinen Magellanspechte nur alle zwei Jahre zu brüten.
Die unauffällige Balz beginnt Ende September, der Höhlenbau ein bis zwei Wochen später. Die Bruthöhle wird in durchschnittlichen Höhen zwischen 9 und 12 Metern von beiden Partnern vor allem in lebende Südbuchen geschlagen. Das Einflugsloch ist meist leicht längsoval. Legebeginn ist Ende Oktober. Zur Gelegegröße liegen unterschiedliche Angaben vor: Winkler beziffert sie mit 1–4, die auf neueren Untersuchungen beruhenden Angaben von Chazarreta und Ojeda sprechen ausschließlich von zwei Eiern. Die im Tagesabstand gelegten, matt glänzenden Eier sind stark längsoval. Die Brutdauer schwankt zwischen 15 und 17 Tagen, die Nestlingszeit ist mit bis zu 50 Tagen ungewöhnlich lang. Folgt man Chazarreta & Ojeda stirbt das zweitgeborene Junge immer innerhalb von 48 Stunden, sodass die Reproduktionsrate der Art – auch in Anbetracht des zweijährigen Brutzyklus – sehr niedrig ist. Beide Eltern hudern und füttern das Junge, die Kotsäcke entfernt vor allem das Männchen. Bis zum 27. Tag wird der Nestling gehudert, während der ersten zwölf Tage durchgehend. In der Familie lebende Jungvögel beteiligen sich nicht an der Jungenaufzucht und werden vom unmittelbaren Höhlenbereich ferngehalten. Nach dem Ausfliegen verbleibt der Jungspecht zumindest noch ein Jahr, häufiger zwei Jahre im Familienverband; während des ersten Jahres wird er in abnehmender Intensität von den Eltern gefüttert.
Zur Dismigration und zur Lebenserwartung liegen keine Daten vor, doch muss die Lebenserwartung auf Grund der Besonderheiten der Brutbiologie relativ hoch sein.

## Systematik
Die Gattung Campephilus umfasst elf mittelgroße bis sehr große Arten, deren Vorkommen vor allem in Mittel- und Südamerika liegen. Zwei Arten und eine Unterart sind mit großer Wahrscheinlichkeit in den letzten Jahren ausgestorben.
Campephilus wurde lange auf Grund verhaltensbiologischer Ähnlichkeiten in die Nähe von Dryocopus gestellt, heute zählen Reinwardtipicus validus und die artenarme Gattung Blythipicus zur näheren Verwandtschaft.
Die Art ist monotypisch.

## Bestand und Bedrohung
Die Fläche des Verbreitungsgebietes beträgt laut BirdLife international 395.000 km². Bestandszahlen stehen nicht zur Verfügung. Da die Art in weiten Teilen ihres Verbreitungsgebietes nicht selten zu sein scheint und keine signifikanten Bestandseinbußen bekannt geworden sind, gilt der Magellanspecht als nicht gefährdet (LC = least concern).
Die nationale Kommission Chiles stuft den Bestand in den nördlichen drei Regionen des Verbreitungsgebietes, der Región VI (Región del Libertador General Bernardo O’Higgins), der Región VII (Región del Maule) und der Región VIII (Región del Bío-Bío) als endangered = stark gefährdet ein. In diesen Bereichen ist das Vorkommen der Art auf geschützte Gebiete beschränkt. Ob sie in der Región VI überhaupt noch vorkommt ist fraglich. In den übrigen Gebieten Chiles und Argentiniens wird der Bestand als vulnerable = gefährdet bewertet. Der Grund für den Bestandsrückgang vor allem im chilenischen Norden liegt in der zunehmenden Zerstörung des Lebensraumes durch Intensivierung des Holzeinschlages. Auch zunehmender Treckingtourismus könnte sich auf Dauer negativ auswirken, einerseits durch direkte Störung, andererseits durch Schaffung einer touristischen Infrastruktur. Ein gewisser Schutz für die Art besteht darin, dass über 30 % ihres Lebensraumes, insgesamt über 3 Mio. Hektar, als Schutzgebiet ausgewiesen sind und dass weite Teile des südlichen Verbreitungsgebietes praktisch unbesiedelt sind.